# حراج جان‌ها (فیلم)
حراج جان‌ها (انگلیسی: Ravished Armenia یا انگلیسی: Auction of Souls) یک فیلم صامت در سبک زندگی‌نامه‌ای به کارگردانی اسکار آپفل است که در سال ۱۹۱۹ منتشر شد.
این دربارهٔ زندگی آرورا ماردیگانیان یک کودک یتیم‌شده در جریان نسل‌کشی ارمنی‌ها می‌باشد.
«کتاب ارمنستان، سرزمین تسخیر شده» زمانی تکمیل شد که کمیتهٔ آمریکایی امداد به ارمنیان و سوری‌ها پیشنهاد ساخت فیلمی را بر اساس داستان این کتاب داد. بنابر توافق به عمل آمده مقرر شد همهٔ درآمد حاصل از فروش فیلم، که به سی میلیون دلار می‌رسید، صرف کمک به شصت هزار کودک یتیم ارمنی شود.
در ۱۹۱۸، در استودیوی مترو گلدوین مایر، اسکار آپفل، این فیلم را بر پایهٔ خاطرات واقعی آرورا ماردیگانیان ساخت که در واقع نخستین فیلم ساخته شده در زمینهٔ نسل‌کشی است.
بیش از ده هزار ارمنی مقیم کالیفرنیای جنوبی، شامل دویست کودک نفی بلد شده، در این فیلم شرکت کردند. متن فیلم سه نسخه داشت. نسخهٔ اولیه شامل ۶۷۵ فریم و آخرین نسخهٔ بازنگری شده دارای ۵۳۷ فریم بود.
کل فیلم را جیمز برایس، رئیس کمیتهٔ آمریکایی امداد به ارمنیان و سوری‌ها، سفیر پیشین بریتانیا در آمریکا و هنری مورگنتاوو، سفیر آمریکا در ترکیه (۱۹۱۳–۱۹۱۶) مورد بررسی قرار دادند و آن را عالی ارزیابی کردند.
فیلم خصوصاً به این علت قابل توجه است که آرشالویس ماردیگانیان هم فیلم‌نامه آن را نوشته و هم در نقش اصلی آن بازی کرده. کمک او برای دقت در زمینهٔ انتخاب لباس‌ها و خلق فضاها و چشم‌اندازها عالی بود. اسکار آپفل، کارگردان فیلم، با توجه به اهمیت سیاسی فراوان فیلم ماردیگانیان را برای بازی در نقش اول آن انتخاب کرد.
فیلم حراج جان‌ها نخستین بار در ۱۶ فوریهٔ ۱۹۱۹، در «هتل پلازا»، در نیویورک با حمایت الیور هریمن و جرج واندر بیت، از اعضای کمیتهٔ آمریکایی امداد به ارمنیان و سوری‌ها، به نمایش درآمد.

آپفل، در مورد فیلم می‌گوید:
فیلم حراج جان‌ها حاوی پیامی تاریخی است و آن‌ها تلاش کرده‌اند تا صحنه‌ها و فضاهای فیلم را منطبق با واقعیت خلق کنند. او مجبور بوده برخی از صحنه‌های فیلم را به خاطر اعمال غیرانسانی عثمانی‌ها، که سبب آزردگی تماشاگران می‌شده، حذف کند، از جمله صحنه‌ای که در آن ناخن‌های روحانی ای سالخورده کشیده می‌شود. از نظر او هیچ صحنه‌ای از این فیلم نباید حذف می‌شده. این فیلم نماد و یادبودی است از حقیقت و حذف صحنه‌هایی از آن یعنی تحریف تاریخ و این وحشتناک تر است.
طی ۱۹۱۹–۱۹۲۰، آوازهٔ این فیلم به اروپا نیز رسید. «روزنامهٔ سینمایی بایوسکوپ»، در لندن، در مقاله‌ای اهمیت و ارزش فراوان فیلم را خاطر نشان ساخت. روزنامه‌های دیگر انگلیسی از قبیل «ایلوستریتد لندن نیوز» و «مُرنینگ تلگراف» نیز خوانندگان را به تماشای آن ترغیب کردند.
حراج جان‌ها در دسامبر ۱۹۱۹ به انگلستان رفت لیکن مورد سانسور قرار گرفت. پس از مدت‌ها مذاکره با مقامات بریتانیایی سرانجام با کسب مجوز از اسکاتلندیارد به مدت سه هفته در «تالار سلطنتی آلبرت هال» لندن به نمایش گذاشته شد اما مجدداً حین نمایش مورد سانسور قرار گرفت؛ برخی از عناوین تغییر کردند و چهار صحنه از فیلم حذف شد.
بیش از هشتاد سال پس از نمایش فیلم تاریخ‌نگاران سینما در جستجوی فیلم بودند اما نتوانستند اثری از آن بیابند. در مورد مفقود شدن فیلم نظرات مختلفی شکل گرفت مانند اینکه فیلم به دست دزدان ربوده شده. نظر دیگر حاکی از آن است که این فیلم جزء محمولهٔ کشتی ای به مقصد بندر باتومی بوده که در راه غرق شده.
نسخهٔ کامل فیلم ۸۵ دقیقه بوده که متأسفانه از بین رفته. در ۱۹۹۴ میلادی قسمت‌هایی از فیلم با کمک‌های «ادوارد گوزانلیان»، ارمنی ای از اهالی آرژانتین، کشف شد که یک نسخه از آن هم‌اکنون در «موزه نسل‌کشی ارمنیان» نگهداری می‌شود. تمامی صحنه‌های فیلم دارای زیرنویس‌هایی به زبان‌های ارمنی، فرانسوی و انگلیسی است. فهرست کامل زیرنویس‌های اصلی فیلم در کتابخانهٔ فرهنگستان هنرها و علوم سینمایی مارگارت هریک نگهداری می‌شود.